# Anosia chrysipellus
Anosia chrysipellus är en fjärilsart som beskrevs av Embrik Strand 1910. Anosia chrysipellus ingår i släktet Anosia och familjen praktfjärilar. Inga underarter finns listade i Catalogue of Life.